# Lepidosaphes tokionis
Lepidosaphes tokionis är en insektsart som först beskrevs av Kuwana 1902.  Lepidosaphes tokionis ingår i släktet Lepidosaphes och familjen pansarsköldlöss. Inga underarter finns listade i Catalogue of Life.